# Agastopsylla hirsutior
Agastopsylla hirsutior är en loppart som beskrevs av Hamilton Paul Traub 1952. Agastopsylla hirsutior ingår i släktet Agastopsylla och familjen mullvadsloppor. Inga underarter finns listade i Catalogue of Life.